# Eternal Reign
Eternal Reign war eine Power-Metal-Band aus Bremen, die 1998 unter dem Namen Perfect Crime gegründet wurde und sich 2001 aus namensrechtlichen Gründen umbenannte.

## Geschichte
Die Anfänge von Eternal Reign datieren aus dem Jahr 1997, als Mick Sebastian, Torsten Fünfhaus, Jörg Hassel und André Genuit den Proberaum enterten, um zusammen Songs zu schreiben und zu spielen. Alle hatten zuvor mit diversen Bremer Bands wie Sweet Cheater, Exploder oder Final Prophecy Liveerfahrungen gesammelt und Alben aufgenommen, die gute Reviews erhielten, mittlerweile jedoch nicht mehr aktiv sind.
Im Herbst 1998, nachdem im Frühjahr des Jahres Sänger Dirk Stühmer zur Band gestoßen war, nahm die damals Perfect Crime genannte Band das erste Demo im Proberaum auf, das sehr gute Presse – unter anderem im japanischen Burrn-Magazin – erhielt. Nach zahlreichen Gigs und dem Gewinn eines Bandcontests bot sich der Band die Chance, in einer sechstägigen Studiosession ein weiteres Demo mit dem Titel „Crimetime“ einzuspielen. Auch dieses Output heimste in der nationalen und internationalen Presse, wie auch in vielen Internet-Magazinen, wieder beachtlich gute Reviews ein. In einigen gut besuchten Live-Shows konnte die Band auch ein relativ großes Publikum von ihrem druckvollen Melodic-Metal überzeugen. So kam es im Sommer 2000 im Bremer Club Meisenfrei zu einem gemeinsamen Konzert mit der US Metal-Legende Breaker.
Im Februar 2001 erschien der Song Perfect Crime als Opener der Unerhört-CD des Rock Hard Magazins, und in einem Internet-Voting gelang es der Band, die damals immer noch den Namen Perfact Crime trug, den dritten Rang zu belegen. Nach Auftritten im Vorprogramm der US-Hardrocker Axe oder auf dem Rocktown-Open-Air in Bebra bekamen Perfect Crime dann im Sommer 2001 einen Plattendeal bei TTS Media Music.
Bevor es zur Produktion kam, sah sich die Band allerdings aus namensrechtlichen Gründen gezwungen, den alten Namen abzulegen und sich in Eternal Reign umzubenennen. Das somit erste Full-Length-Album der Bremer Melodic-Metaller, das den Titel Crimes of Passion trägt, erschien im September 2002 im Vertrieb von Alive!. Das Album erhielt daraufhin in der nationalen und internationalen Presse durchweg gute bis sehr gute Kritiken.
Nach verschiedenen Festivalauftritten beim Keep It True, Headbangers Open Air oder Building a Force nahmen Eternal Reign 2005 das zweite Album „Forbidden Path“ auf, welches bei dem Hamburger Label Limb Music Productions erschien, allgemein gute Kritiken bekam und mehrere Auftritte auf Festivals und im Ausland folgen ließ.
Die Jahre danach waren von vielen Problemen begleitet – zunächst begann eine Odyssee auf der Suche nach einem geeigneten Probenraum, dann quittierte der Schlagzeuger André Genuit aus beruflichen Gründen seinen Dienst. Als Nachfolger wurde Lennart ‚Metalbach‘ Medebach gefunden, so dass die inzwischen gestarteten Arbeiten an dem nächsten Album fortgeführt werden konnten. Doch obschon das Material im Jahr 2008 weitgehend fertiggestellt war, konnten die Aufnahmen nicht starten, weil die vereinbarten Studiotermine platzen. Schließlich scheiterte das Unterfangen zunächst mit der Insolvenz des gebuchten Studios.
So konnten die Aufnahmen erst im Frühjahr 2009 – in drei verschiedenen Locations – vorgenommen werden. Das daraus resultierende Album mit dem Titel „The Dawn Of Reckoning“ ist am 6. August 2010 beim Label Pure Steel Records erschienen.
Am 14. Juli 2011 konnten Eternal Reign ihre Livequalitäten erstmals vor großem Publikum im Rahmen der ‚Band Your Head‘ Warm Up show zusammen mit Axel Rudi Pell, Brainstorm und Kissin Dynamite unter Beweis stellen. Anfang 2012 trennte man sich von Keyboarder Björn Meyer, um wieder als reine Gitarrenband zu funktionieren. Danach kehrte Ruhe ein, von mehreren Gigs mit US-Metal-Undergroundgrößen wie Halloween (Detroit) oder Vicious Rumors abgesehen.
Die Band begann zunächst, Songs für ein viertes Album zu schreiben, erstmals ohne Keyboards. Allerdings strich zunächst Gitarrist Torsten Fünfhaus die Segel, um sich anderen Projekten zuzuwenden. Für ihn kam Axel Czyborr neu in die Band. Doch wenig später verließ auch Sänger Dirk Stühmer die Band. Die Suche nach einem geeigneten Frontmann verlief jedoch ohne durchschlagenden Erfolg, so dass sich Eternal Reign seit April 2016 im Ruhemodus befindet. Die übrigen Mitglieder sind unterdessen in verschiedenen Bands im Bremer Umland tätig.

## Diskografie
- 2002: Crimes of Passion
- 2005: Forbidden Path
- 2010: The Dawn of Reckoning